# Boarmia pissinopa
Boarmia pissinopa är en fjärilsart som beskrevs av Turner 1922. Boarmia pissinopa ingår i släktet Boarmia och familjen mätare. Inga underarter finns listade i Catalogue of Life.